# 宮城県警察
宮城県警察（みやぎけんけいさつ）は、宮城県が設置した警察組織である。宮城県内を管轄区域とし、宮城県警と略称する。
宮城県公安委員会の管理下で、給与支払者は宮城県知事。大規模警察本部であり、本部長は通常、警視監の階級にある警察官が充てられている（なお、準キャリアの中で優秀とされる警察官が、警視長の階級で本部長に就任し、在任中に警視監に昇任した例もある）。

## 沿革
- 1954年（昭和29年）7月1日 - 新警察法施行に伴い、国家地方警察宮城県本部と、仙台市警察などの自治体警察が統合し宮城県警察が発足。

## 組織
- 総務部
  - 総務課
    - 庶務係
    - 企画係
    - 文書管理係
    - 情報公開係
    - 議会連絡係
    - 公安委員会補佐室
      - 公安委員会係

    - 取り調べ監督室
      - 取調べ監督係

  - 会計課
    - 管理係
    - 予算係
    - 調度係
    - 出納係
    - 監査室
      - 監査係

  - 装備施設課
    - 管理係
    - 装備係
    - 施設企画係
    - 営繕係
    - 管財係
    - 自動車整備工場
      - 整備係

  - 情報管理課
    - 管理係
    - システム企画第一係
    - システム企画第二係
    - 指導監査係
    - システム開発・運用係
    - 照会センター
      - 照会係

  - 広報相談課
    - 管理係
    - 報道係
    - 広報係
    - 相談係
    - 音楽隊
      - 管理係
      - 装備係
      - 演奏係

    - カラーガード隊

  - 留置管理課
    - 管理係
    - 指導係
    - 護送係
    - 仙北方面護送係

- 警務部
  - 警務課
    - 庶務係
    - 企画第一係
    - 企画第二係
    - 人事係
    - 採用係
    - 給与係
    - 犯罪被害者支援室
      - 被害者支援係

  - 教養課
    - 管理係
    - 教養企画係
    - 運転技能指導係
    - 術科指導係

  - 厚生課
    - 管理係
    - 企画係
    - 共済係
    - 福利厚生係
    - 健康管理センター
      - 健康係

  - 監察課
    - 管理係
    - 監察第一係
    - 監察第二係
    - 表彰係
    - 訟務係

- 生活安全部
  - 生活安全企画課
    - 庶務係
    - 企画指導監察係
    - 生活安全係
    - 犯罪抑止対策係
    - 営業係
    - 保安係

  - 県民安全対策課
    - 管理係
    - 企画指導係
    - 人身安全対策第一係
    - 人身安全対策第二係
    - 人身安全対策第三係
    - 人身安全対策第四係

  - 少年課
    - 管理係
    - 企画指導係
    - 少年安全指導係
    - 少年補導係
    - 少年事件特別捜査隊
      - 少年事件係

    - 少年サポートセンターせんだい
      - 少年サポート係

  - 生活環境課
    - 管理係
    - 企画指導係
    - 生活経済事犯捜査係
    - 環境犯罪対策係
    - 風俗対策係

  - サイバー犯罪対策課
    - 管理係
    - サイバーセキュリティ推進係
    - サイバー犯罪事件指導係
    - サイバー犯罪捜査係
    - サイバー犯罪分析係

- 地域部
  - 地域課 
    - 庶務係
    - 企画監察係
    - 雑路警備・保安災害係
    - 地域指導室
      - 地域指導係
      - 職務質問指導係

  - 通信指令課
    - 管理係
    - 企画指導係
    - 指令第一係
    - 指令第二係
    - 指令第三係

  - 機動警ら隊
    - 管理係
    - 指導係
    - 特別機動警ら係
    - 警ら第一係
    - 警ら第二係
    - 警ら第三係

  - 鉄道警察隊
    - 管理係
    - 企画指導係
    - 警ら第一係
    - 警ら第二係
    - 警ら第三係

- 刑事部
  - 刑事総務課
    - 庶務係
    - 企画監察係
    - 指導第一係
    - 指導第二係
    - 公判対策係
    - 手配共助係
    - 追跡捜査係

  - 捜査支援分析課
    - 犯罪統計係
    - システム係
    - 分析・支援係

  - 捜査第一課
    - 管理係
    - 企画指導係
    - 強行犯第一係
    - 強行犯第二係
    - 強行犯第三係
    - 特殊犯係
    - 検視係
    - 性犯罪特別捜査隊
      - 性犯罪捜査係

  - 捜査第二課
    - 管理係
    - 企画指導係
    - 特別捜査第一係
    - 特別捜査第二係
    - 告訴・告発捜査係
    - 経済特別捜査係

  - 捜査第三課
    - 管理係
    - 企画指導係
    - 手口係
    - 盗品係
    - 盗犯係
    - 組織窃盗犯係

  - 鑑識課
    - 管理係
    - 指導係
    - 写真係
    - 指紋係
    - 足痕跡係
    - 機動鑑識隊
      - 機動鑑識第一係
      - 機動鑑識第二係
      - 機動鑑識第三係

  - 機動捜査隊
    - 管理係
    - 企画指導係
    - 捜査第一係
    - 捜査第二係
    - 捜査第三係

  - 科学捜査研究所
    - 管理係
    - 企画指導係
    - 法医科
      - 法医係

    - 化学科
      - 化学係

    - 工学科
      - 工学係

    - 人文科
      - 文書係
      - 心理係

組織犯罪対策局
    - 組織犯罪対策第一課 
      - 特殊詐欺連合捜査係

    - 組織犯罪対策第二課
      - 通訳センター

- 交通部
  - 交通企画課
    - 庶務係
    - 企画指導監察係
    - 交通事故総合分析室
      - 事故分析係
      - 安全係
      - 自転車総合対策係

  - 交通規制課
    - 管理係
    - 規制第一係
    - 規制第二係
    - 安全施設係
    - 交通管制センター
      - 管制係

  - 交通指導課
    - 管理係
    - 企画指導係
    - 交通指導取締係
    - 駐車対策係
    - 交通事件捜査係
    - 暴走族対策係
    - 交通事故捜査係
    - 交通鑑識係
    - 交通反則通告センター
      - 反則通告係

  - 運転免許課
    - 宮城県運転免許センター（仙台市泉区市名坂字高倉65）
      - 管理係
      - 企画係
      - 免許係
      - 講習係
      - 試験係
      - 自動車教習所係
      - 電算係
      - 行政処分係
      - 高齢運転者等支援室
        - 高齢運転者支援係
        - 運転適性相談係

    - 石巻運転免許センター（東松島市赤井字南一134）
      - 管理係
      - 免許係
      - 試験係
      - 講習係

    - 古川運転免許センター（大崎市古川大宮3丁目4-30）
      - 管理係
      - 免許係
      - 試験係
      - 講習係

    - 仙南運転免許センター（柴田郡大河原町字南平3-1）
      - 管理係
      - 免許係
      - 試験係
      - 講習係

  - 交通機動隊
    - 管理係
    - 企画指導係
    - 機動取締係
    - 取締支援係

  - 高速道路交通警察隊
    - 本隊
    - 管理係
    - 企画指導係
    - 高速第一係
    - 高速第二係
    - 高速第三係
    - 仙台東分駐隊
      - 高速第一係
      - 高速第二係
      - 高速第三係

    - 石巻分駐隊
      - 高速第一係
      - 高速第二係
      - 高速第三係

    - 古川分駐隊
      - 高速第一係
      - 高速第二係
      - 高速第三係

    - 川崎分駐隊
      - 高速第一係
      - 高速第二係
      - 高速第三係

    - 気仙沼分駐隊
      - 高速第一係
      - 高速第二係
      - 高速第三係

- 警備部
  - 警備課
    - 管理係
    - 企画指導係
    - 実施係
    - 警衛警護係
    - 災害対策室
      - 災害対策係

    - 航空隊
      - 飛行係
      - 整備係
      - 通信・特務係

  - 公安課
    - 庶務係
    - 企画指導監察係
    - 情報第一係
    - 情報第二係
    - 情報第三係
    - 情報第四係
    - 情報第五係
    - 情報第六係
    - 情報第七係
    - 事件第一係
    - 事件第二係
    - 資料係

  - 外事課
    - 管理係
    - 情報第一係
    - 情報第二係
    - 情報第三係
    - 事件係
    - 国際テロリズム対策室
      - 国際テロリズム対策第一係
      - 国際テロリズム対策第二係

  - 機動隊
    - 管理係
    - 企画係
    - 訓練係
    - 装備係

宮城県警察学校
- 庶務科
  - 庶務係
- 教務科
  - 教務係
- 学生科
  - 学生係
- 術科指導科
  - 術科指導係

仙台市警察部
- 庶務課
  - 企画調整係

## 警察署
- 警察署数は24。
- 警察車両のナンバー地名表記は仙台市内6署配置車が「仙台」（ご当地ナンバー）、それ以外の署配置車は「宮城」となる。
- 仙台中央警察署の署長のみ警視正で他の警察署は警視。
  - かつては仙台南警察署の署長も警視正であった。
- 管轄区域の詳細は該当サイトを参照。

| ※    | 地域   | 警察署名称     | 所在地                          | 管轄区域                                                           | 前身                    |
| ---- | ------ | -------------- | ------------------------------- | ------------------------------------------------------------------ | ----------------------- |
| 仙台 | 仙台   | 仙台中央警察署 | 仙台市青葉区五橋1-3-19          | 青葉区の一部（仙台市都心部、青葉山）                               |                         |
| 仙台 | 仙台   | 仙台南警察署   | 仙台市太白区長町6-2-7           | 太白区全域                                                         |                         |
| 仙台 | 仙台   | 仙台北警察署   | 仙台市青葉区昭和町3-13          | 青葉区の一部（北部および西部）                                     |                         |
| 仙台 | 仙台   | 仙台東警察署   | 仙台市宮城野区南目館21-1        | 宮城野区全域、青葉区のごく一部（JR東日本線路敷地より東側）         |                         |
| 仙台 | 仙台   | 若林警察署     | 仙台市若林区荒井東1-8-2         | 若林区全域                                                         |                         |
| 仙台 | 仙台   | 泉警察署       | 仙台市泉区泉中央1-2-5           | 泉区全域                                                           |                         |
| 宮城 | 仙台   | 泉警察署       | 仙台市泉区泉中央1-2-5           | 黒川郡大和町（学苑の一部）                                         |                         |
| 宮城 | 仙台   | 塩釜警察署     | 塩竈市北浜4-6-41                | 塩竈市、多賀城市、宮城郡七ヶ浜町・松島町・利府町（仙塩地区）       |                         |
| 宮城 | 仙台   | 大和警察署     | 黒川郡大和町吉田字北谷地27-1    | 富谷市・黒川郡大郷町・大衡村・大和町（学苑の一部を除く地域）       |                         |
| 宮城 | 仙台   | 岩沼警察署     | 岩沼市末広2-1-23                | 名取市、岩沼市                                                     |                         |
| 宮城 | 仙台   | 亘理警察署     | 亘理郡亘理町字旧舘61-21         | 亘理郡亘理町・山元町                                               |                         |
| 宮城 | 仙南   | 白石警察署     | 白石市大平森合字清水田4-1       | 白石市、刈田郡蔵王町・七ヶ宿町                                     |                         |
| 宮城 | 仙南   | 角田警察署     | 角田市角田字扇町5-7             | 角田市、伊具郡丸森町                                               |                         |
| 宮城 | 仙南   | 大河原警察署   | 柴田郡大河原町字小島21-8        | 柴田郡大河原町・村田町・柴田町・川崎町                             |                         |
| 宮城 | 大崎   | 古川警察署     | 大崎市古川大宮1-1-17            | 大崎市の一部（古川・松山・三本木・鹿島台・田尻の旧市町域）         |                         |
| 宮城 | 大崎   | 鳴子警察署     | 大崎市鳴子温泉字車湯92-12       | 大崎市の一部（鳴子・岩出山の旧町域）                               |                         |
| 宮城 | 大崎   | 加美警察署     | 加美郡加美町字町裏103-1         | 加美郡色麻町・加美町                                               | 中新田警察署            |
| 宮城 | 大崎   | 遠田警察署     | 遠田郡美里町藤ヶ崎1-81          | 遠田郡涌谷町・美里町                                               | 涌谷警察署 小牛田警察署 |
| 宮城 | 栗原   | 栗原警察署     | 栗原市志波姫字南堀口58          | 栗原市                                                             | 若柳警察署 築館警察署   |
| 宮城 | 登米   | 佐沼警察署     | 登米市迫町佐沼字中江5-11-5      | 登米市の一部（迫・中田・米山・石越・南方の旧町域）                 |                         |
| 宮城 | 登米   | 登米警察署     | 登米市登米町寺池目子待井265     | 登米市の一部（登米・豊里・東和・津山の旧町域）                     |                         |
| 宮城 | 石巻   | 石巻警察署     | 石巻市山下町1-6-20              | 石巻市の一部（石巻・河南・牡鹿の旧市町域）、東松島市、牡鹿郡女川町 |                         |
| 宮城 | 石巻   | 河北警察署     | 石巻市相野谷字杉ヶ崎20          | 石巻市の一部（河北・雄勝・桃生・北上の旧町域）                     |                         |
| 宮城 | 気仙沼 | 気仙沼警察署   | 気仙沼市南郷6-4                 | 気仙沼市                                                           |                         |
| 宮城 | 気仙沼 | 南三陸警察署   | 本吉郡南三陸町志津川字塩入176-2 | 本吉郡南三陸町                                                     | 志津川警察署            |

### 警察署の再編
- 2003年（平成15年）
  - 中新田警察署が加美警察署に改称。
- 2006年（平成18年）4月1日[3]
  - 涌谷警察署と小牛田警察署が統合して遠田警察署となる。旧・田尻町を古川警察署へ移管。
  - 志津川警察署が南三陸警察署に改称。
  - 登米市石越町を若柳警察署から佐沼警察署へ移管。
- 2019年（平成31年）4月1日
  - 若林区全域を管轄とする若林警察署を設置。若林警察署設置前は仙台南警察署・仙台中央警察署・仙台東警察署が若林区を管轄していた[4]。
- 2025年（令和7年）3月21日
  - 若柳警察署と築館警察署が統合して栗原警察署となる[5][6]。
- 時期未定
  - 鳴子警察署と古川警察署が統合して大崎警察署（仮称）となる[7]。

## 警察歌
- 宮城県警察歌「夢呼ぶ宮城」[8]
  - 作詞：藤田登美男
  - 作曲：曽我道雄

1984年（昭和59年）制定。2代目の警察歌である。

### 過去の警察歌
- 宮城県警察歌「平和の太陽」[9]
  - 作詞：太田ゆう三
  - 作曲：福井文彦

国警宮城県本部時代の1948年（昭和23年）に制定。初代の警察歌である。

## 最近の主な事件・不祥事
- 2004年（平成16年）4月 - 北海道警察を皮切りに全国の警察で元職員が不正経理による裏金ねん出を告発する事態が相次いでいたが、宮城県警でも元警視が裏金の存在と不正経理による捻出方法を告発。ほかにも内部告発者が続出し、浅野史郎知事は温床となっていた捜査報償費の予算要求を大幅に減額査定するなど県警と知事の対立が続いた。しかし知事選による知事交代で、新知事村井嘉浩は裏金問題を不問にして捜査報償費の予算要求を満額認めた。
- 2007年（平成19年）2月 - 警備部公安課の警部補が泥酔し駅員を暴行し逮捕。
- 2010年（平成22年）1月30日 - 遠田警察署勤務の巡査が、車で出勤途中に男性を撥ねて怪我を負わせたが、県警は「命に別状がない事故は発表していない」として、公表していなかった。
- 2011年（平成23年）1月20日 - 気仙沼警察署の署長が遺書を残して官舎で自殺。
- 2011年（平成23年）3月11日 - 東北地方太平洋沖地震
- 2015年（平成27年）6月14日 - 仙台市泉区で飲酒運転し自損事故を起こしたとして、宮城県警は14日、酒気帯び運転の疑いで、機動警ら隊巡査長を逮捕した[10]。
- 2018年（平成30年）9月14日 - 大和警察署の駐在所長の男性警部補（40歳）が酒に酔って見知らぬ男性を殴ってけがを負わせたとして傷害の現行犯で逮捕された。監察課によると、男性警部補は14日午後11時30分ごろ、仙台市宮城野区の住宅の勝手口をたたき、騒ぎに気づいて止めに入った隣家の男性（69歳）に「おれの土地だ」と言って馬乗りになるなどして十数回殴り、顔にけがを負わせた疑いがある。この住宅の住民と面識はないという。調べに対し、男性警部補は酔っていたため行った理由も覚えていないと述べている[11]。
- 2019年（平成31年）1月、県警の警視正が昇任試験対策問題集を扱う出版社のエデュコムから問題集の執筆を依頼され県警本部に副業申請せずに多額の報酬を受領していたことが発覚[12]。
- 2019年（令和元年）8月29日 - 仙台北警察署の男性巡査部長（34歳）がビールやハイボールを計約4リットル飲み軽乗用車を運転したとして、道路交通法違反（酒気帯び運転）の疑いで書類送検し、停職6カ月の懲戒処分にした。男性巡査部長は同日付で依願退職[13]。
- 2021年（令和3年）7月14日 - 古川警察署地域課の男性巡査長（29歳）が他人に譲り渡す目的を隠して銀行口座を不正に開設し、キャッシュカードを第三者に譲渡したとして、詐欺と犯罪収益移転防止法違反の疑いで逮捕された[14]。8月3日、巡査長は犯罪収益移転防止法違反罪で略式起訴され、罰金30万円の略式命令を受けた。同日付で停職1ヶ月の懲戒処分を受け、依願退職した[15]。
- 2025年  (令和7年)   8月6日 - 仙台北警察署の男性署長が部下に不適切な言動を行ったとして調査が行われ、署長は警務部付となり退職を申し出ているという[16]。

## 冤罪事件
ここでは宮城県警の管轄で無罪が確定した事件を記す
- 松山事件

## その他

### ドキュメンタリー
- NHK-BS1スペシャル「最後のひとりまで 宮城県警元鑑識課員の震災」（2021年3月11日、NHK-BS）[17]